# دهه ۳۷۰ (میلادی)
دهه ۳۷۰ (میلادی) دهه سی و هفتم تقویم میلادی است.

## درگذشتگان
‎